# Lepel'
Lepel' (in bielorusso e in russo Ле́пель?) è un comune della Bielorussia, situato nella regione di Vicebsk.